# Walter Escobar
Walter Escobar (Padilla, 26 september 1966) is een voormalig Colombiaans profvoetballer, die als aanvaller onder meer speelde voor Deportivo Cali en Olimpia Asunción gedurende zijn carrière.

## Interlandcarrière
Escobar kwam drie keer (geen doelpunten) uit voor de nationale ploeg van Colombia in de periode 1996–1997. Hij maakte zijn debuut op 23 november 1996 in de vriendschappelijke uitwedstrijd tegen Zuid-Korea (4-1). Hij maakte deel uit van de Colombiaanse selectie voor de Copa América 1997.

## Erelijst
Deportivo Cali
- Colombiaans landskampioen

1996, 1998
 Atlético Nacional
- Colombiaans landskampioen

1999
 Olimpia Asunción
- Paraguayaans landskampioen

2000